# ポーラー タイタニック号にのったぬいぐるみのクマのお話
『ポーラー タイタニック号にのったぬいぐるみのクマのお話』（ポーラー タイタニックごうにのったぬいぐるみのクマのおはなし、原題：Polar the Titanic Bear）は、デイジー・C・スペドゥン（Margaretta "Daisy" Corning Spedden、1872年11月19日 - 1950年2月10日）による児童文学作品である。
1912年、スペドゥン一家（夫妻と1人息子のダグラス、乳母とメイドの計5名）はフランス旅行の帰途にタイタニック号に乗船し、事故に遭遇した。一家は3番救命ボートに乗り込んで、全員事故から生還した。
事故の翌年、デイジーは一人息子のダグラスへのクリスマスプレゼントとして、1編の物語『私の話』（原題：My story）を書き上げた。この物語は長きにわたって日の目を見ることがなかったが、1984年にデイジーの遠い親戚にあたるリートン・H・コールマン3世が偶然発見した。コールマン3世は1994年にこの物語を『ポーラー タイタニック号にのったぬいぐるみのクマのお話』（Polar the Titanic Bear）として出版した。物語はぬいぐるみのクマ「ポーラー」の視点から語られ、一家が過ごす幸福な日々やタイタニック沈没などのエピソードが綴られている。

## あらすじ
ドイツのぬいぐるみ工場で、アメリカに輸出するためにたくさんのシロクマのぬいぐるみが作られている。そのうちの1頭が、この物語の語り手となる。ぬいぐるみたちはニューヨークまで送られ、世界最大級のおもちゃ屋であるF.A.O.シュヴァルツおもちゃ店に陳列される。
やがてぬいぐるみは、贈り物としてスペドゥン一家の手に渡る。一家の息子、ダグラスはぬいぐるみに「ポーラー」と名前をつけ、いつもそばに置くようになる。ポーラーは一家とともにさまざまな場所を旅行し、たくさんの思い出を作る。
一家はフランス旅行からニューヨークに帰るため、シェルブール港から豪華客船タイタニック号に乗船することになる。出港して5日目の夜、タイタニック号は氷山に衝突し沈没してしまう。ポーラーはダグラスに抱えられて一緒に救命ボートに乗り込む。
一家は揃ってタイタニック号から脱出を果たしたものの、ポーラーのみが救助時の混乱のせいで救命ボートの船底に取り残されてしまう。ポーラーはもうダグラスに会えないのかと哀しくなるが、やがて顔なじみのタイタニック号の乗組員がその姿を見つける。ポーラーとダグラスは、カルパチア号の船上で再会を果たす。
物語の最後は、ポーラーの独白で締めくくられる。

## 作品の背景
ジェームズ・キャメロン監督・脚本による映画『タイタニック』（1997年）の中で、主人公ジャック・ドーソン（レオナルド・ディカプリオ）がタイタニック号のデッキの階段を登っていくシーンに、背後の甲板でこまを回して遊ぶ少年が登場する。この少年がダグラス・スペドゥン（Robert Douglas Spedden、当時6歳）で、キャメロンはタイタニック号で撮られた実際の写真をもとにしてダグラスを映画に登場させたものである。
ダグラスの母、デイジー・C・スペドゥン（旧姓ストーン）は、ニュージャージー州モリスタウンの出身で、富裕な家庭に育った。夫となったフレデリック・スペドゥン（Frederic Oakley Spedden、1867年1月9日 - 1947年2月3日）も、富裕な家庭の出であった。2人の間には、1905年11月19日に1人息子のダグラス（Robert Douglas Spedden）が生まれた。
デイジーはフレデリック、ダグラスとともにニューヨーク州タキシード・パークに住んでいた。暮らしは裕福で敢えて働く必要がなかったため、一家は頻繁に旅行を楽しんでいた。フレデリックはセーリングを好み、デイジーは写真撮影を趣味とした。デイジーは筆まめな性格でもあり、日記をつけることが習慣になっていた。
夫妻はダグラスを大切に育て、当時最先端だったおもちゃをふんだんに与えていた。たくさんあったおもちゃの中で、ダグラスといつも一緒にいたのは、ダグラスの叔母からプレゼントされたぬいぐるみのクマ「ポーラー」だった。現代にまで残るダグラスの写真は、ポーラーと一緒に写ったものが何枚も残っている。
1911年の後半に、一家は乳母とメイドを伴ってアルジェへの旅行に出かけた。その後南フランスに行き、モンテカルロ、カンヌ、パリを巡ったのちに1912年4月、シェルブールからタイタニック号に乗ってアメリカ合衆国に戻ることになった。4月14日の深夜、タイタニック号は氷山に衝突した。一家はタイタニック号からの脱出を果たし、揃って右舷側から3番救命ボートに乗り込んだ。
事故の後、一家はタキシード・パークに戻って以前と同様の生活を続けた。1913年のクリスマスに、デイジーはポーラーを主人公とした物語を執筆してダグラスへの贈り物とした。この物語は『私の話』（原題：My story）という題名で、デイジー自身が表紙の絵を描いていた。
一家はタイタニック号の事故を逃れたものの、世間の目は冷たいものがあった。実は、フレデリックが3番救命ボートに乗った理由は、女性と子供しか乗ることができないボートのナビゲーターを任されたためでもあったが、世間はそんなことまでは知らずに何か不正があったのではないかと一家に疑惑の目を向けた。そのためタキシード・パークで子供たちから氷のかたまりを投げつけられたり、不幸の手紙が送りつけられたりという仕打ちまで起こっていた。
その後、一家にとってより大きな悲劇が1915年に起こった。その年の8月8日、9歳になっていたダグラスはメイン州にある夏の別荘の近くで自動車事故に遭って死去した。デイジーは息子を失くしたその日から、日記を書くことをやめた。ダグラスの死後に撮影された夫妻の写真は、揃って喪章をつけている。
夫妻はダグラスの死後、ともに長く生きた。フレデリックは1947年、デイジーは1950年に死去して、スペドゥン家の血筋は絶えた。

## 作品の発見と出版
1984年、デイジーの遠い親戚にあたるリートン・H・コールマン3世（デイジーの従姉妹の孫）が屋根裏部屋に置かれたトランクの中から偶然『My story』を見つけた。彼は1994年にこの物語をカナダ・トロントの出版社マディソン・ブックスから『Polar the Titanic Bear』として出版し、自ら序文や解説などを書いている。
挿絵を担当したのはカナダの画家ローリー・マクガゥで、彼女はエドワード7世時代の絵画に興味を持ってその時代を題材とする作品を多く手掛けていた。この本にはマクガゥの挿絵の他に、スペドゥン一家の写真や当時の絵葉書などの図版が豊富に加えられている。
この本は出版後に好評を得て、いくつかの賞を受けている。英語以外では、ドイツ語、スペイン語、オランダ語、日本語にも翻訳された。